# Ласло Кальнокі
Ласло Кальнокі (угор. Kálnoky László; Егер, 5 вересня 1912 — Будапешт, 30 липня, 1985) — угорський поет і літературний перекладач.
Він належав до третього покоління Nyugat — визначного літературного журналу. Його поезія була дуже типовою для песимізму.

## Видання
- Az árnyak kertje [Сад Тіней] (1939)
- Lázas csillagon [У гарячковій зорі] (1957)
- Lángok árnyékában [У тіні полум'я] (1970)
- Letépett álarcok [Зрив масок] (1972)
- Farsang utóján [В кінці карнавалу] (1977)
- A szemtanú [Очевидці] (1979)
- Összegyűjtött versek [Вірші] (1980, 1992, 2006) ISBN 963-389-710-6
- Egy hiéna utóélete és más történetek (1981)
- Az üvegkalap [Скляний капелюх] (1982)
- Bálnák a parton (1983)
- A gyógyulás hegyén (1983)
- Egy mítosz születése [Народження міфу] (1985)
- Hőstettek az ülőkádban (1986)
- Egy pontosvessző térdkalácsa (1996)